# متنزه تريل فيو الحكومي
متنزه تريل فيو، هو متنزه حكومي يقع في لونغ آيلاند على حدود مقاطعة ناسو - سوفولك في نيويورك. تبلغ مساحته 454-فدان (1.91 كـم2)، حيث يمتد المتنزه بخط مستقيم. أنشيء في سبتمبر 2002، بين متنزه بيثبيج الحكومي ومتنزه كولد سبرينج الحكومي.

## تاريخ
يحتل متنزه تريل فيو الحكومي حق الطريق السابق للامتداد الشمالي المقترح لـ متنزه بيثبيج و متنزه كومسيت الحكومي ، على أرض استحوذت عليها ولاية نيويورك في الستينيات. في السابق كانت تحت إدارة وزارة النقل بولاية نيويورك ، تم افتتاح قطعة الأرض كمتنزه للولاية في سبتمبر 2002.
في أواخر عام 2012 أو أوائل عام 2013 ، تم تمديد طريق بيثبيج للدراجات متعدد الاستخدامات عبر متنزه تريل فيو الحكومي.

## وصف
يربط المتنزه الطولي الشكل الذي يبلغ طوله 7.4 ميل(11.9كـم) متنزه بيثبيج الحكومي و متنزه كولد سبرينج هاربور الحكومي ، ويغطي مساحة 454 فدانًا(1.84كم) . كما يحتوي على جزء من ناسو سوفولك جرين بيلت تريل ، بالإضافة إلى جزء من طريق بيثبيج للدراجات. توفر المتنزه رياضة المشي لمسافات طويلة وركوب الدراجات ، ومسارًا طبيعيًا ، ومسارًا للجام ، ومراقبة الطيور ، والتزلج الريفي على الثلج.

## روابط خارجية
- متنزهات ولاية نيويورك: Trail View State Park